# Un cœur, deux poings
Pour plus de détails, voir Fiche technique et Distribution.
Un cœur, deux poings (The Prizefighter and the Lady) est un film américain réalisé par W. S. Van Dyke, sorti en 1933.
Ce film, dont le titre a également été traduit par La femme et le boxeur, a pour principaux interprètes Myrna Loy et Jack Dempsey, champion du monde de boxe.

## Synopsis
Alors qu'il travaille comme videur dans un bar, Steve Morgan, un marin, impressionne l'ancien manager de boxe alcoolique, appelé le Professeur, par ses compétences. Le professeur convainc Steve de participer à un combat contre un boxeur prometteur afin de gagner de l'argent pour tous les deux. Alors qu'il s'entraîne sur la route, Steve est presque renversé par une voiture qui s'écrase dans un fossé. Il extrait la chanteuse de night-club Belle Mercer hors de l'épave et bien qu'elle soit attirée par lui, elle refuse de le revoir. Il apprend où elle vit et va quand même la voir et devient arrogant en se fichant qu'elle soit déjà la petite amie du célèbre gangster Willie Ryan. Lorsque Willie l'apprend, Belle lui assure qu'elle contrôle ses émotions. Willie n'en est pas si sûr, mais il est trop rusé pour faire tuer Steve par son garde du corps, qu'il appelle en plaisantant son "fils adoptif". Il s'avère qu'il avait raison de s'inquiéter car Steve persuade Belle de l'épouser. Profondément amoureux de Belle lui-même et espérant toujours la récupérer, Willie laisse Steve en vie.
Steve gravit rapidement les échelons de la boxe. Cependant, il ne peut s'empêcher de fréquenter d'autres femmes. Lorsque Belle le surprend en train de mentir, elle lui dit qu'elle l'aime, mais que s'il la trompe encore une fois, elle le quittera. En attendant un combat pour le championnat du monde des poids lourds, Steve se produit dans une revue musicale. Lorsque Belle se rend à l'improviste dans sa loge, elle découvre une femme qui s'y cache. C'est la fin de leur mariage. Elle retrouve son ancien travail auprès de Willie. Soucieux de voir Steve, trop confiant, humilié, Willie découvre ce qui retarde le match avec le champion actuel, Primo Carnera (qui joue son propre rôle), et paie 25 000 dollars pour l'arranger. Lorsque le professeur tente d'amener Steve à s'entraîner correctement (sans femmes et sans alcool), Steve se met en colère et le gifle, mettant fin à leur partenariat.
Le combat de championnat est arbitré par le promoteur de boxe et ancien champion Jack Dempsey (lui-même). Belle, Willie et le professeur sont tous présents. Pendant la majeure partie du combat de dix rounds, Steve est malmené par Carnera, beaucoup plus lourd. Finalement, Belle, désemparée, demande au professeur d'oublier sa fierté blessée et de se rendre dans le coin de Steve pour lui donner les conseils dont il a besoin. Avec son vieil ami et son ex-femme qui l'encouragent, Steve fait un retour en force dans les derniers rounds. Le match se termine par un match nul ; Carnera conserve son titre.
Plus tard, Willie entre dans la loge de Belle dans une boîte de nuit et lui annonce qu'elle est virée. Puis il fait entrer Steve et laisse le couple seul pour se réconcilier.

## Fiche technique
- Titre : Un cœur, deux poings
- Titre original : The Prizefighter and the Lady
- Réalisation : W. S. Van Dyke et Howard Hawks pour certaines scènes (non crédité)
- Scénario : John Lee Mahin, John Meehan, d'après une histoire de Frances Marion
- Chef opérateur : Lester White
- Montage : Robert Kern
- Direction artistique : Fredric Hope, David Townsend
- Production : W. S. Van Dyke pour Metro-Goldwyn-Mayer
- Durée : 102 min
- Dates de sortie : 
  - États-Unis : 10 novembre 1933

## Distribution
- Myrna Loy : Belle
- Max Baer : Steve
- Primo Carnera : Carnera
- Jack Dempsey : Promoteur
- Walter Huston : le Professeur
- Otto Kruger : Willie Ryan
- Vince Barnett : Bugsie
- Robert McWade : le fils adoptif
- Muriel Evans : Linda
- Jean Howard : Show-Girl
- Harry Woods : George Lyons
- Arthur Hoyt
- Frank Moran
- Dennis O'Keefe
- Jack Pennick
- Edward Earle
- Leila Bennett